# Pseudochthonius billae
Pseudochthonius billae är en spindeldjursart som beskrevs av Max Vachon 1941. Pseudochthonius billae ingår i släktet Pseudochthonius och familjen käkklokrypare. Inga underarter finns listade i Catalogue of Life.